# Ясміла Жбанич
Ясмі́ла Жба́нич (19 грудня 1974) — режисерка і сценарист з Боснії та Герцеговини, випускниця Академії драматичного мистецтва у Сараєво, відділення театру та кінорежисури. Перш ніж знімати фільми, працювала лялькарем у ляльковому театрі «Хліб і лялька» у Вермонті, а також клоуном. Її помітили після фільму «Ґрбавіца», який отримав премію «Золотий ведмідь» 2006. Має дочку Зою. Фільм Жбаніч «На шляху» було номіновано на Золотого ведмедя на 60-му Берлінале.

## Творчість
«Ґрбавіца» — перший повнометражний художній фільм Ясміли Жбанич. Вона почала знімати його у 1997 р., коли заснувала акторську асоціацію «Деблокада» і в рамках цього колективу була продюсером, сценаристом і режисером багатьох документальних фільмів та короткометражок. Картини були представлені на кінофестивалях та міжнародних виставках.
Короткометражний фільм «День народження», у якому показано несхожі життєві шляхи двох дівчат, боснійки та хорватки, разом з роботами інших режисерів увійшов до фільму-збірки «Втрачені і віднайдені».
Документальний фільм «Червоні кеди» розповідає про мати-боснійку, яка шукає своїх дітей.
У документальному фільмі «Кут» молода жінка, яка отримала серйозні травми під час війни, розповідає про те, як їй було боляче та, що вона бачила, як її фотографує іноземний фотограф.

## Фільмографія
- Автобіографія (Autobiografija) (1995)
- Потім, потім (Poslije, poslije) (1997)
- Ніч, ми світимо (Noć je, mi svijetlimo) (1998)
- Любов це… (Ljubav je…) (1998)
- Червоні кеди (Red Rubber Boots) (2000)
- (Sjećaš li se Sarajeva) (2003)
- Кут (Images from the Corner) (2003)
- Birthday (2004)
- Ґрбавіца (Grbavica) (2006)
- На шляху (Na putu) (2010)
- Острів любові (Otok ljubavi) (2014)
- Куди ти йдеш, Аїдо? (Quo Vadis, Aida?) (2020)
- Останні з нас (The Last of Us) (2023)

## Нагороди
- «Золотий ведмідь» — Найкращий фільм — Берлінський кінофестиваль 2006, за фільм Ґрбавіца
- Приз екуменічного журі — Берлінський кінофестиваль 2006, за фільм Ґрбавіца
- Peace Film Award — Берлінський кінофестиваль 2006, за фільм Ґрбавіца

та інші.